# Ocnerodes fallaciosus
Ocnerodes fallaciosus är en insektsart som beskrevs av Bolívar, I. 1912. Ocnerodes fallaciosus ingår i släktet Ocnerodes och familjen Pamphagidae. Inga underarter finns listade i Catalogue of Life.